# Бродов (село)
Бродов (укр. Бродів) — село в Острожской городской общине Ровненского района Ровненской области Украины.
До 2020 года входило в Острожский район.
Расположено на левом берегу реки Горынь (приток Припяти).
Население по переписи 2001 года составляло 396 человек. Почтовый индекс — 35822. Телефонный код — 3654. Код КОАТУУ — 5624286402.